# Gaby Milder
 (janvier 2019).
Si vous disposez d'ouvrages ou d'articles de référence ou si vous connaissez des sites web de qualité traitant du thème abordé ici, merci de compléter l'article en donnant les références utiles à sa vérifiabilité et en les liant à la section « Notes et références ».
Pour les articles homonymes, voir Milder.
Gaby Milder, née le 20 octobre 1973 à Nimègue,, est une actrice et doubleuse néerlandaise.

## Filmographie

### Cinéma et téléfilms
- 2000-2003 : Russen (nl) : Deux rôles (Masje et Kiki)
- 2002 : Ernstige Delicten (nl) : L'épouse de Govert
- 2003 : Boy Ecury (nl) : Kitty
- 2003 : Meiden van De Wit (nl) : Heiki Svenson
- 2004 : Baantjer : Alice Claushuis
- 2005 : Bitches (nl) : Josefien « Jo » Finckelstijn
- 2006 : Koppels (nl) : Ingrid
- 2006 : Spoorloos verdwenen (nl) : Joyce van Diepenhorst
- 2006 : Keyzer & de Boer advocaten : Rôle inconnu
- 2007-2014 : SpangaS : Rozalie Mokketier.
- 2009 : SpangaS op Survival (nl) : Rozalie Mokketier
- 2011 : Onderstroom (nl) : Maud
- 2012 : Iedereen is gek op Jack (nl) : Mère de Youri
- 2013 : Moordvrouw : Tine van Leijen